# Joseph Baurac
Joseph Léon Baurac, né à Ribérac le 13 juillet 1834, et mort à Villiers-le-Bel, en Seine-et-Oise, le 25 novembre 1908, est l'inventeur d'un procédé pour guérir les vignes.
Propriétaire du château du Bouchillon à Grand-Brassac, il a été maire de cette commune de 1884 à 1892.

## Publications
- Procédé Baurac pour la guérison de la Maladie de la Vigne - Le Phylloxéra reconnu comme étant l'effet de la Maladie de la Vigne - Moyen infaillible pour combattre et pour empêcher le retour de ce fléau, suivi d'un Aperçu sur la Maladie des Vers à soie et d'une courte Notice sur la Maladie de la Pomme de terre, Imprimerie G. Gounouilhou, Bordeaux, septembre 1880, lire en ligne sur Gallica.